# Frankenia gracilis
Frankenia gracilis är en frankeniaväxtart som beskrevs av Victor Samuel Summerhayes. Frankenia gracilis ingår i släktet frankenior, och familjen frankeniaväxter. Inga underarter finns listade i Catalogue of Life.